# Hornblende Lake
Hornblende Lake är en sjö i Kanada.   Den ligger i Thunder Bay District och provinsen Ontario, i den sydöstra delen av landet, 900 km väster om huvudstaden Ottawa. Hornblende Lake ligger 327 meter över havet. Arean är 0,20 kvadratkilometer. Den sträcker sig 0,9 kilometer i nord-sydlig riktning, och 0,5 kilometer i öst-västlig riktning.
I omgivningarna runt Hornblende Lake växer i huvudsak blandskog. Trakten runt Hornblende Lake är nära nog obefolkad, med mindre än två invånare per kvadratkilometer.